# Edwardstone
Edwardstone is een dorp en civil parish in het bestuurlijke gebied Babergh, in het Engelse graafschap Suffolk. In 2011 telde het civil parish 352 inwoners. De parish omvat de gehuchten Mill Green, Priory Green, Round Maple en Sherbourne Street. Het heeft een kerk.
Edwardstone komt in het Domesday Book (1086) voor als 'Eduardestuna'. De civil parish telt 31 monumentale panden.

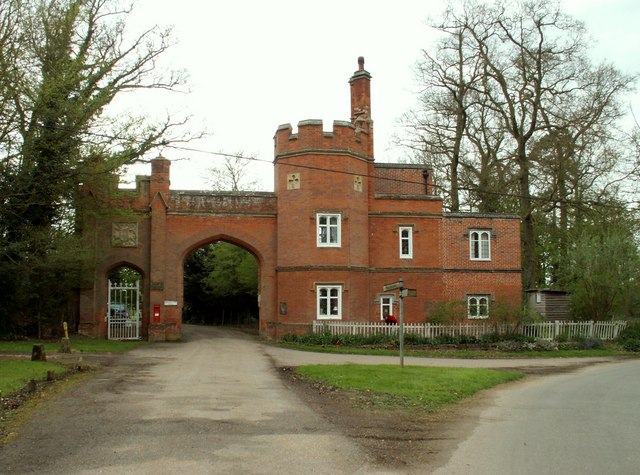